# Tân Hiệp (phường)
Tân Hiệp là một phường thuộc Thành phố Hồ Chí Minh, Việt Nam.

## Địa lý
Phường Tân Hiệp có vị trí địa lý:
- Phía đông giáp phường Uyên Hưng và phường Khánh Bình
- Phía tây giáp thành phố Thủ Dầu Một và các phường Phú Chánh, Vĩnh Tân
- Phía nam giáp phường Tân Vĩnh Hiệp
- Phía bắc giáp huyện Bắc Tân Uyên và phường Hội Nghĩa.

Phường Tân Hiệp có diện tích 25,30 km², dân số năm 2021 là 59.391 người, mật độ dân số đạt 2.348 người/km².

## Hành chính
Phường Tân Hiệp được chia thành 6 khu phố: Bà Tri, Ông Đông, Tân Bình, Tân Hội, Tân Long, Tân Phú.

## Lịch sử
Trước đây, Tân Hiệp là một xã thuộc huyện Tân Uyên, tỉnh Bình Dương.
P. Tân Hiệp được thành lập vào ngày 17 tháng 11 năm 2004 trên cơ sở điều chỉnh 545 ha và 2.287 người của xã Phú Chánh, 290 ha diện tích tự nhiên và 1.173 người của xã Tân Vĩnh Hiệp, 1.994 ha diện tích tự nhiên và 2.119 người của xã Khánh Bình.
Sau khi thành lập, xã Tân Hiệp có 2.829 ha diện tích tự nhiên, dân số là 5.579 người.
Ngày 11 tháng 8 năm 2009, Chính phủ ban hành Nghị quyết số 36/NQ-CP. Theo đó, điều chỉnh 229,63 ha diện tích tự nhiên và 452 người của xã Tân Hiệp về thị xã Thủ Dầu Một quản lý (nay là một phần phường Phú Tân thuộc thành phố Thủ Dầu Một).
Sau khi điều chỉnh địa giới hành chính, xã Tân Hiệp còn lại 2.599,37 ha diện tích tự nhiên, dân số là 8.062 người.
Ngày 29 tháng 12 năm 2013, Chính phủ ban hành Nghị quyết số 136/NQ-CP về việc thành lập hai thị xã Bến Cát và Tân Uyên thuộc tỉnh Bình Dương. Theo đó, thành lập phường Tân Hiệp thuộc thị xã Tân Uyên trên cơ sở toàn bộ diện tích và dân số của xã Tân Hiệp.
Sau khi thành lập, phường Tân Hiệp có 2.514,33 ha diện tích tự nhiên, dân số là 17.360 người.